# Osetljivost na udar
Osetljivost na udar je uporedna mera osetljivosti na nagli pritisak (udarom ili eksplozijom) eksplozivnog hemijskog jedinjenja. Određivanje osetljivosti na udar materijala namenjenog za praktičnu upotrebu je jedan važan aspekt testiranja sigurnosti eksploziva. U upotrebi su različiti testovi i indeksi, od kojih je jedan od uobičajenijih Rotterov test udara, čiji se rezultati izražavaju kao FoI (Faktor neosetljivosti eksploziva). Najmanje četiri druge vrste testa udara su u uobičajenoj upotrebi, dok su različiti „testovi sa razmakom“ (zazorom) se koriste za merenje osetljivosti na udarni talas eksplozije.
Osetljivost na udar opisuje ponašanje supstance (uglavnom eksploziva) pod mehaničkim opterećenjem. Kriterijum je da se materijal eksplozivno raspada sa čujnim praskom pod uticajem definisane energije udara.
Eksplozivi kao što su RDX i dinamit su veoma neosetljivi na udar i laki za rukovanje.

## Osetljivosti se veoma razlikuju
Neki materijali kao što je azot trijodid ne mogu se uopšte dodirnuti bez detonacije, i stoga su isključivo predmet akademskog interesovanja. Neka druga jedinjenja sa visokom osetljivošću na udar, kao što su nitroglicerin i aceton peroksid, mogu detonirati od snažnog udarca (trzaja) i stoga se ne mogu legalno transportovati u čistom obliku. Aceton peroksid često koriste amateri i teroristi kao sredstvo za detonaciju drugih eksploziva, kao i kao glavno sredstvo za eksploziju, što često dovodi do povreda ili smrti onih koji potcenjuju njegovu osetljivost. Poznato je nekoliko metoda za desenzibilizaciju nitroglicerina tako da se može transportovati u medicinske svrhe, a takođe se koristi u drugim manje osetljivim eksplozivima, kao što su dinamiti i geligniti.
Mnogim praktičnim komercijalnim materijalima srednje osetljivosti, kao što su geligniti i eksplozivi sa vodenim gelom, može se bezbedno rukovati jer neće eksplodirati od slučajnih udara kao što je ispuštanje (pad) ili blago udaranje alatom. Međutim, oni mogu eksplodirati ako ih snažno udari metalni alat, a sigurno bi eksplodirali u cevi ako bi se koristili u artiljerijskom projektilu Pouzdano iniciranje takvih materijala zahteva malu eksploziju detonatora. Osim ovoga, drugi eksplozivni materijal kao što je Armstrongova smeša se takođe koristi na komercijalnim tržištima i čak se  javno prodaje u obliku vatrometa, pištolja na kapisle i prskalica za zabave.
Još manje osetljivi eksplozivni materijali kao što su ANFO eksplozivi, toliko su neosetljivi da impuls iz detonatora mora biti pojačan eksplozivnim pojačanim punjenjem (pojačivačem) da bi se obezbedila pouzdana detonacija. Neki eksplozivi vezani za polimer eksplozive — posebno oni zasnovani na TATB-u — su dizajnirani za upotrebu u neosetljivoj municiji, za koju je malo verovatno da će detonirati čak i ako budu pogođeni drugim eksplozivnim oružjem.

## Metode ispitivanja
Kao metod ispitivanja koristi se BAM test udarnim čekićem koji je razvio Federalni institut za istraživanje i ispitivanje materijala (BAM). Ovo omogućava ispitivanje sa definisanom energijom udarca, koja proizilazi spuštanjem težine sa određene visine na ispitni uzorak. Ovo je proizvod visine i težine pada i dat je u jedinici džula (J).
Osetljivost na udar je važna za bezbednost upotrebe eksplozivnih materijala i meri se na nekoliko načina:
- Udarni testovi - utvrđuje se osetljivost na udar na čvrsti predmet. Jedan od najčešćih je Roter udarni test ("Rotter impact test"), čiji rezultati se izražavaju kao brojem neosjetljivosti (FoI; Figure of Insensitivity). Još četiri druge metode ispitivanja na udar se naširoko koriste.
  - Osetljivost na udar se obično podešava u posebnim uređajima gde na eksplozivni materijal pada poseban teret. Mera osetljivosti na udar je:
    - Minimalna visina sa koje je zagarantovano padajuće punjenje (teret) u standardnim uslovima (100% slučajeva) da detonira eksplozivno punjenje.
    - Procenat eksplozija koje uzrokuje pad standardnog tereta sa standardne visine.
- Gap testovi (engl. gap tests) - testovi tokom kojih se određuje maksimalna udaljenost na kojoj naelektrisanje može da pobudi uzbuđeni uređaj. [1]

Julius-Peters KG je poznata nemačka kompanija koja proizvodi test opremu za merenje osetljivosti na udar.

## Klasifikacije
U skladu sa Zakonom o eksplozivnim materijama i Uredbom (EC) br. 440/2008 Evropske komisije, primenjuje se granična vrednost od 40 džula, ispod koje je supstanca klasifikovana kao eksplozivna materija. Pored testa osetljivosti na trenje i testa čelične čaure, predstavlja obavezne testove propisane Zakonom o eksplozivnim materijama. Test je opisan kao test 3(a)(ii) u okviru testne serije 3 deo šeme ispitivanja za klasifikaciju eksploziva klase 1 u skladu sa propisima o opasnim materijama. Ovde se rezultat smatra pozitivnim ako se aktivira eksplozija najmanje jednom u šest testova sa energijom udara od dva džula ili manje. 

## Primeri
Materijali sa visokom osetljivošću na udar (energija udara < 0,5 J) kao što su nitroglicerin ili azot trihlorid moraju biti dobro zaštićeni od vibracija i udaraca, jer inače vrlo lako mogu eksplodirati. Dalji primeri eksploziva (poređani po opadajućoj osetljivosti na udar) su srebrni azid (energija udara 1 J),  PETN (3 J),  tetrazol (<4 J),  pikrinska kiselina (7,5 J),  trinitrotoluen (15 J),  amonijum perhlorat (25 J)  i TATB (50 J).

## Druge metode ispitivanja
Propisi o opasnim materijama opisane su dodatne metode ispitivanja za proveru osetljivosti na udar koji su razvijeni u drugim zemljama. Evo koje:
- Test 3(a)(i) Bureau of Ekplosives Drop Hammer (SAD) [6]
- Test 3(a)(iii) Rotterov test (Velika Britanija) [7]
- Test 3(a)(iv) Ispitivanje udarnim čekićem od 30 kg (Francuska) [8]
- Test 3(a)(v) Modifikovani udarni aparat tipa 12 (Kanada) [9]
- Test 3(a)(vi) Test osetljivosti na udar (Rusija) [10]
- Test 3(a)(vii) Modifikovani test pada čekića Biroa mina [11]

Propisi o opasnim materijama preporučuju BAM test pada čekića kao poželjnu metodu ispitivanja eksploziva.

## Literatura
- Verordnung (EG) Nr. 440/2008 der Kommission vom 30. Mai 2008 zur Festlegung von Prüfmethoden gemäß der Verordnung (EG) Nr. 1907/2006 des Europäischen Parlaments und des Rates zur Registrierung, Bewertung, Zulassung und Beschränkung chemischer Stoffe (REACH), Testmethode A.14 Explosionsgefahr.
- UN Recommendations on the Transport of Dangerous Goods, Manual of Tests and Criteria, Seventh Revisited Edition 2019, United Nations Publication, New York and Geneva,  978-92-1-130394-0.
- DIN EN-13631-4 Explosivstoffe für zivile Zwecke – Sprengstoffe – Bestimmung der Schlagempfindlichkeit von Explosivstoffen, Beuth Verlag.
- J. Köhler, R. Meyer, A. Homburg: Explosivstoffe. 2008. ISBN 978-3-527-32009-7. 10., vollständig überarbeitete Auflage. Wiley-VCH Verlag, Weinheim .
- Thomas M. Klapötke: Chemistry of High-Energy Materials. 3. Auflage. Walter de Gruyter, Berlin/ Boston 2015,  978-3-11-043932-8. стр. 149–153.